# Le Hinglé
 Le Hinglé (en bretó An Hengleuz) és un municipi francès, situat a la regió de Bretanya, al departament de Costes del Nord. L'any 1999 tenia 680 habitants.

## Demografia
| 1962                                       | 1968 | 1975 | 1982 | 1990 | 1999 |
| ------------------------------------------ | ---- | ---- | ---- | ---- | ---- |
| 465                                        | 562  | 620  | 656  | 732  | 680  |
| Des de 1962: població sense dobles comptes |      |      |      |      |      |

## Administració
| Període | Identitat       | Partit |
| ------- | --------------- | ------ |
| 2001-   | Gérard Berhault |        |